# Saint-Colomban

Saint-Colomban este o comună în departamentul Loire-Atlantique, Franța. În 2009 avea o populație de 3,073 de locuitori.